# Saison 2016 de l'équipe cycliste UnitedHealthcare
La saison 2016 de l'équipe cycliste UnitedHealthcare est la quinzième de cette équipe.

## Préparation de la saison 2016

### Arrivées et départs
| Arrivées         | Équipe 2015         |
| ---------------- | ------------------- |
| Matthew Busche   | Trek Factory Racing |
| Daniel Eaton     | Axeon               |
| Daniel Jaramillo | Jamis-Hagens Berman |
| Tyler Magner     | Hincapie Racing     |

| Départs            | Équipe 2016                 |
| ------------------ | --------------------------- |
| Alessandro Bazzana | ?                           |
| Isaac Bolívar      | ?                           |
| Hilton Clarke      | Cylance-InCycle-Cannondale  |
| Lucas Euser        | ?                           |
| Robert Förster     | ?                           |
| Davide Frattini    | ?                           |
| Ken Hanson         | ?                           |
| Daniele Ratto      | Androni Giocattoli-Sidermec |
| Kiel Reijnen       | Trek-Segafredo              |
| Federico Zurlo     | Lampre-Merida               |

## Coureurs et encadrement technique

### Effectif
| Cycliste          | Date de naissance | Nationalité | Équipe 2015         |  |
| ----------------- | ----------------- | ----------- | ------------------- |  |
| Carlos Alzate     | 23 mars 1983      | Colombie    | UnitedHealthcare    |  |
| Janez Brajkovič   | 18 décembre 1983  | Slovénie    | UnitedHealthcare    |  |
| Matthew Busche    | 9 mai 1985        | États-Unis  | Trek Factory Racing |  |
| Marco Canola      | 26 décembre 1988  | Italie      | UnitedHealthcare    |  |
| Jonathan Clarke   | 18 décembre 1984  | Australie   | UnitedHealthcare    |  |
| Daniel Eaton      | 4 juillet 1993    | États-Unis  | Axeon               |  |
| Adrian Hegyvary   | 5 janvier 1984    | États-Unis  | UnitedHealthcare    |  |
| Daniel Jaramillo  | 15 janvier 1991   | Colombie    | Jamis-Hagens Berman |  |
| Christopher Jones | 6 août 1979       | États-Unis  | Unitedhealthcare    |  |
| Luke Keough       | 10 août 1991      | États-Unis  | UnitedHealthcare    |  |
| Tyler Magner      | 3 mai 1991        | États-Unis  | Hincapie Racing     |  |
| Karl Menzies      | 17 juin 1977      | Australie   | UnitedHealthcare    |  |
| John Murphy       | 15 décembre 1984  | États-Unis  | UnitedHealthcare    |  |
| Tanner Putt       | 21 avril 1992     | États-Unis  | UnitedHealthcare    |  |
| Daniel Summerhill | 13 février 1989   | États-Unis  | UnitedHealthcare    |  |
| Bradley White     | 15 janvier 1982   | États-Unis  | UnitedHealthcare    |  |

## Bilan de la saison

### Victoires
| Date       | Course                            | Pays       | Classe | Vainqueur        |
| ---------- | --------------------------------- | ---------- | ------ | ---------------- |
| 06/02/2016 | 3e étape du Herald Sun Tour       | Australie  | 2.1    | John Murphy      |
| 26/02/2016 | 3e étape du Tour de Langkawi      | Malaisie   | 2.HC   | John Murphy      |
| 23/04/2016 | 3e étape du Joe Martin Stage Race | États-Unis | 2.2    | Carlos Alzate    |
| 08/05/2016 | 5e étape du Tour of the Gila      | États-Unis | 2.2    | Daniel Jaramillo |
| 02/06/2016 | 5e étape du Tour du Japon         | Japon      | 2.1    | Daniel Jaramillo |
| 02/09/2016 | 2e étape du Tour d'Alberta        | Canada     | 2.1    | Tanner Putt      |

### Résultats sur les courses majeures
Les tableaux suivants représentent les résultats de l'équipe dans les principales courses du calendrier international dans lesquelles l'équipe bénéficie d'une invitation (les cinq classiques majeures et les trois grands tours). Pour chaque épreuve est indiqué le meilleur coureur de l'équipe, son classement ainsi que les accessits glanés par UnitedHealthcare sur les courses de trois semaines.

#### Classiques
| Classique            | Milan-San Remo | Tour des Flandres | Paris-Roubaix | Liège-Bastogne-Liège | Tour de Lombardie |
| -------------------- | -------------- | ----------------- | ------------- | -------------------- | ----------------- |
| Coureur (classement) |                |                   |               |                      |                   |

#### Grands tours
| Grand tour           | Tour d'Italie | Tour de France | Tour d'Espagne |
| -------------------- | ------------- | -------------- | -------------- |
| Coureur (classement) |               |                |                |
| Accessits            |               |                |                |